# Углы (Октябрьский район)
Углы (бел. Вуглы) — деревня в Протасовском сельсовете Октябрьского района Гомельской области Беларуси.

## География
Расположена в 27 км к северо-востоку от городского посёлка Октябрьский, в 14 км от железнодорожной станции Ратмировичи (на ветке Бобруйск — Рабкор от линии Осиповичи — Жлобин), в 170 км от Гомеля.

## Гидрография
Река Нератовка (приток реки Птичь). На юге мелиоративные каналы.

## Транспортная сеть
Автомобильная дорога Паричи — Октябрьский. Планировка состоит из короткой прямолинейной широтной улицы, к которой с юга присоединяется переулок. Застройка двусторонняя, деревянная, усадебного типа.

## История
По письменным источникам известна с начала XIX века, в составе поместья Катай-Болото Чернинской волости Бобруйского уезда Минской губернии. В 1879 года упоминается в числе селений Чернинского церковного прихода.
В 1930 году организован колхоз имени М. И. Калинина, работала кузница. Во время Великой Отечественной войны оккупанты в апреле 1943 года сожгли 18 дворов и убили 30 жителей. На фронтах и в партизанской борьбе погибли 20 жителей, в память о погибших на западной окраине в 1969 году уставлен обелиск. Согласно переписи 1959 года в составе колхоза «Восток» (центр — деревня Моисеевка). Работали клуб, начальная школа, отделение связи, фельдшерско-акушерский пункт, магазин.

## Население
- 1844 год — 12 дворов.
- 1897 год — 33 двора, 216 жителей (согласно переписи).
- 1925 год — 45 дворов.
- 1940 год — 65 дворов, 290 жителей.
- 1959 год — 223 жителя (согласно переписи).
- 2004 год — 45 хозяйств, 87 жителей.